# Геосинтетики

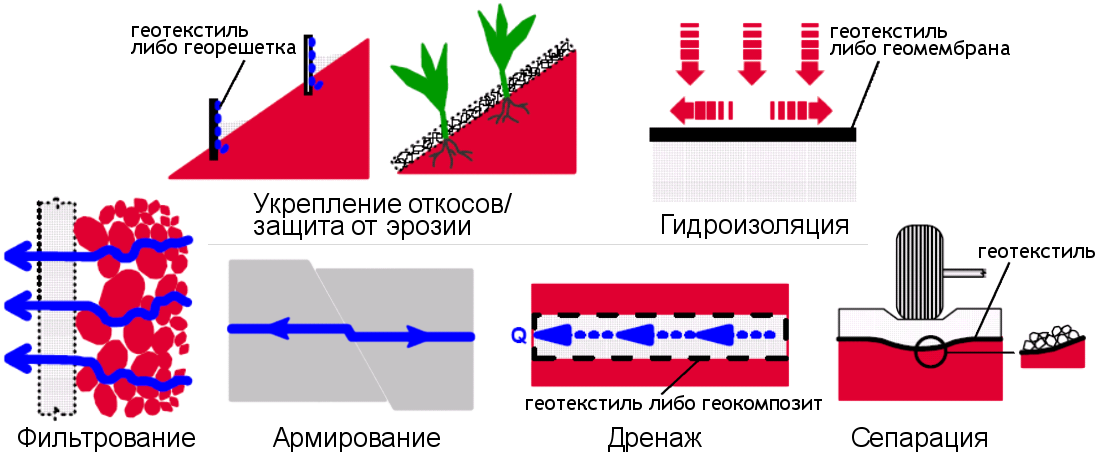
Виды применений геосинтетиков

Геосинтетики — класс строительных материалов, как правило, синтетических, а также из другого сырья (минерального, стекло- или базальтовые волокна и др.), поставляемых в сложенном компактном виде (рулоны, блоки, плиты и др.) и предназначенных для создания слоёв различного назначения (армирующих, дренирующих, защитных, фильтрующих, гидроизолирующих, теплоизолирующих) в транспортном, гражданском и гидротехническом строительстве.

## Применение
Геосинтетики применяются при строительстве, реконструкции и ремонте автомобильных дорог общего пользования, при назначении конструктивно-технологических решений по другим объектам транспортного строительства, в частности, автомобильным дорогам промышленных и сельскохозяйственных предприятий, временным автомобильным дорогам, подъездным путям, площадкам для остановки и стоянки автомобилей и т. д. Широкое применение геосинтетики получили при возведении природоохранных сооружений (рекультивации и строительстве новых полигонов ТКО, устройстве систем дегазации и сбора фильтрата, создании площадок временного накопления отходов, устройстве резервуаров сбора фильтрата и дренажных вод, санации накопителей жидких отходов  I–V класса опасности). В нефтегазовом комплексе геосинтетики применяют с целью обустройства кустовых площадок месторождений, каре резервуарных парков, сооружения шламохранилищ, накопителей и аварийных резервуаров.

## Классификация

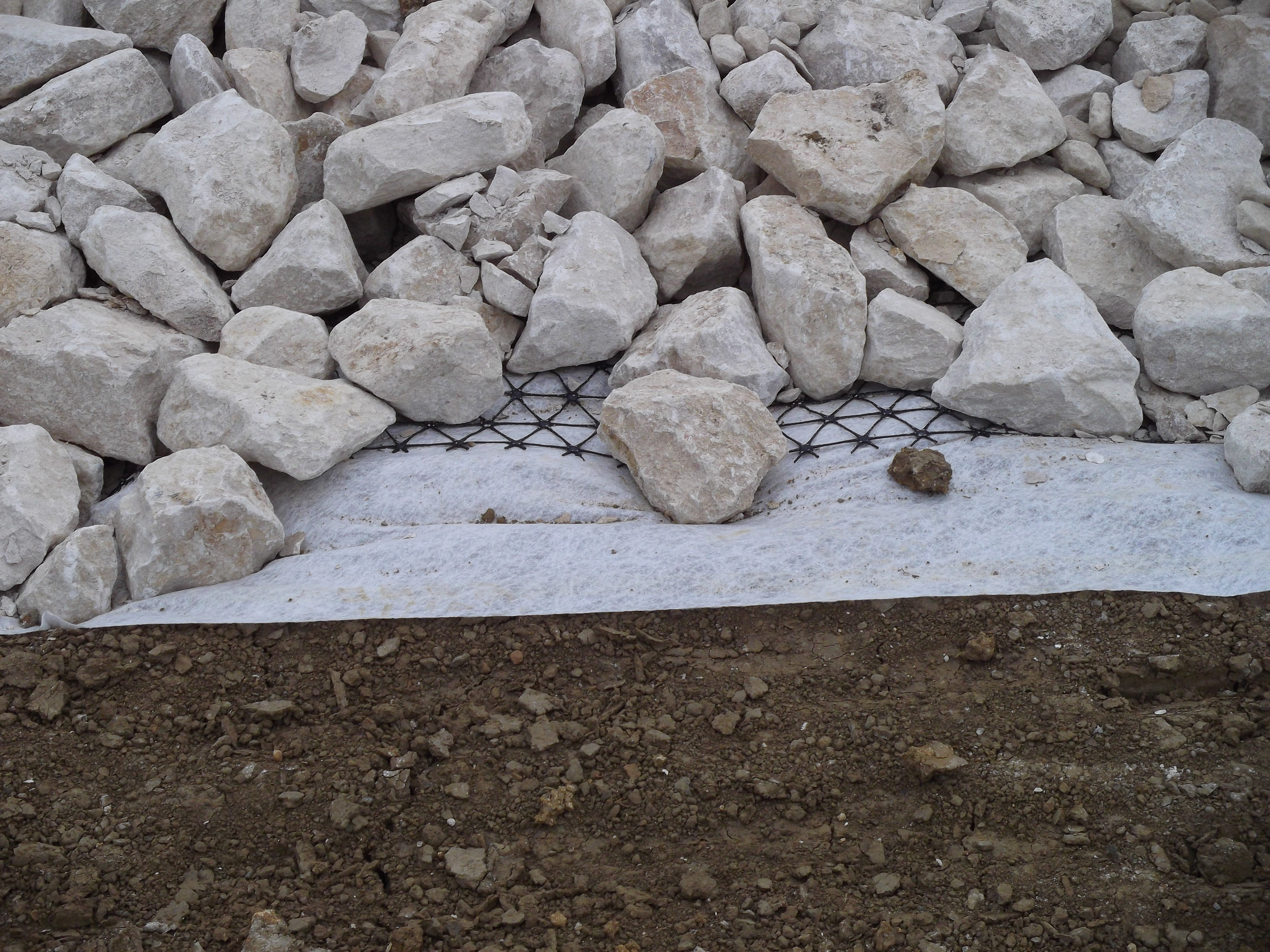
Геосинтетики

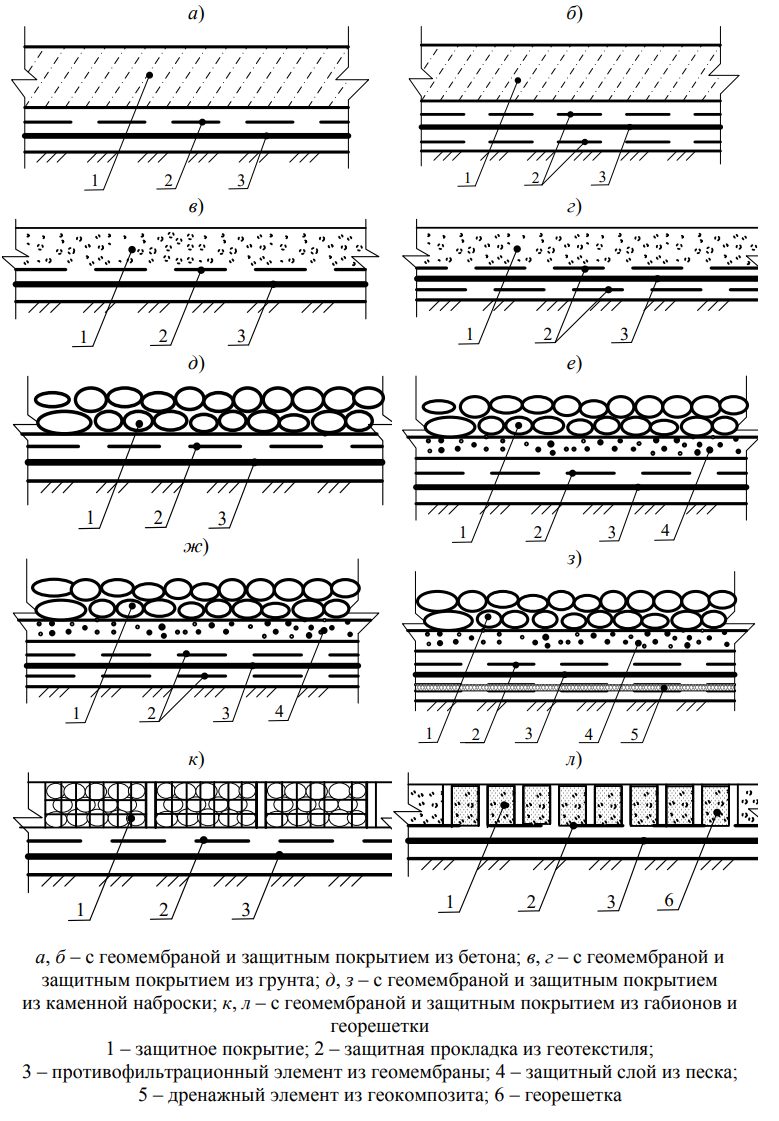
Конструкции противофильтрационных облицовок каналов и водоемов с использованием геосинтетических материалов

- Геотекстили — поставляемое в рулонах сплошное водопроницаемое тонкое гибкое нетканое, тканое, трикотажное полотно, получаемое путём скрепления волокон или нитей механическим (плетение, иглопробивание), химическим (склеивание), термическим (сплавление) способами или их комбинацией[1]. Тканые геотекстили позволяют создавать замкнутые объёмные конструкции (геотубы, геоконтейнеры, бетононаполняемые маты), основное предназначение которых — берегоукрепление, укрепление русел, рек, каналов и строительство дамб. Нетканые геотекстили используются в качестве разделяющих прослоек или фильтров.
- Георешётки и геосетки — это плоские водопроницаемые синтетические структуры в виде сетки (решётки), в которой элементы, образующие сетку, скреплены узлами, переплетены, отлиты или спрессованы. Применяются в основном для обеспечения устойчивости и армирования откосов (при строительстве дорог, аэродромов и полигонов ТБО), а также для создания устойчивого растительного покрова на них с целью предотвращения эрозионных процессов[2].
- Геомембраны — сплошное водонепроницаемое рулонное полотно из полиэтилена, рулонный плёночный материал для создания гидроизолирующих прослоек.[1]
- Геокомпозиты — поставляемый в рулонах или блоках материал из двух или более слоёв, создаваемый из различных геотекстильных материалов, и геосеток для более эффективного выполнения отдельных функций, например, геосетки, объединённые с полотном из нетканого геотекстильного материала для усиления покрытий (армогеокомпозит), или фильтр из тонкого нетканого геотекстильного материала, объединённый с создающим объём нетканым высокопористым геотекстильным материалом для дренирования дорожных конструкций (геодрена).[1] Дренажный гидромат состоит из несущей части и покрытия, где несущая часть – объемная сетка с ромбовидным расположением полимерных прутков в трех плоскостях, а покрытие – синтетический нетканый материал (геотекстиль) и/или геомембрана. Предназначен для сбора и отвода поверхностных и грунтовых вод в транспортном (аэродромы, автомобильные и железные дороги), гидротехническом, мелиоративном, ландшафтном, экологическом и других областях строительства.

## Преимущества
- Геосинтетики пригодны для работы в тех условиях, где требуется не только значительная прочность, но и долговечность, которая как полимерам присуща им изначально (в отличие, например, от металлических конструкций, имеющих довольно ограниченный срок службы).
- Экономичность: использование геосинтетиков практически в любом случае сокращает объёмы земляных работ и использование привозных материалов.
- Универсальность: в некоторых случаях только они могут обеспечить единственно возможное решение той или иной инженерной проблемы.
- Экологичность: геосинтетики способствуют снижению индустриального влияния на окружающую среду и сокращают использование природных ресурсов в промышленном и гражданском строительстве.
- Геомембраны могут остановить не только проникновение воды на объект, но и испарение из него.

## Недостатки

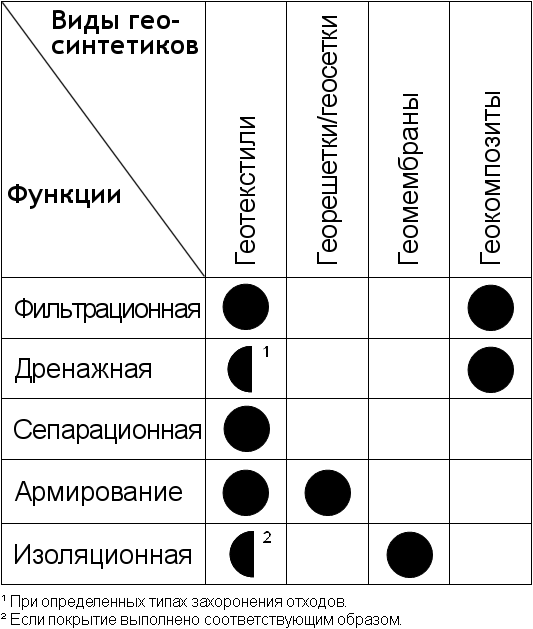
Пригодность различных видов геосинтетиков.

- Некоторые синтетические материалы весьма восприимчивы к химическому воздействию, а также теряют прочность в своих характеристиках под воздействием ультрафиолетового излучения, органических растворителей, высоких температур (от 70 градусов по Цельсию).